# Wohnpark Neue Donau

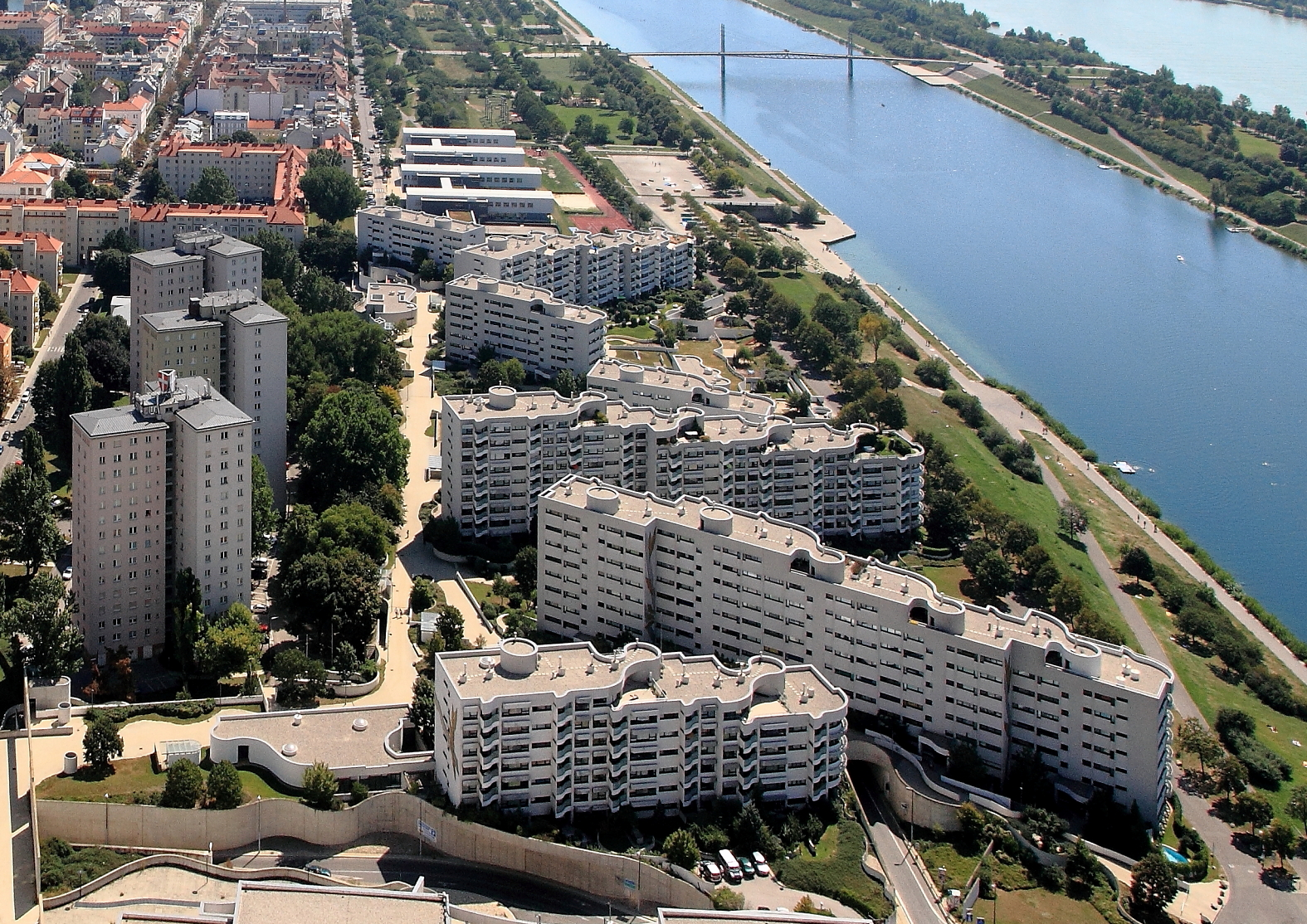
Wohnpark Neue Donau

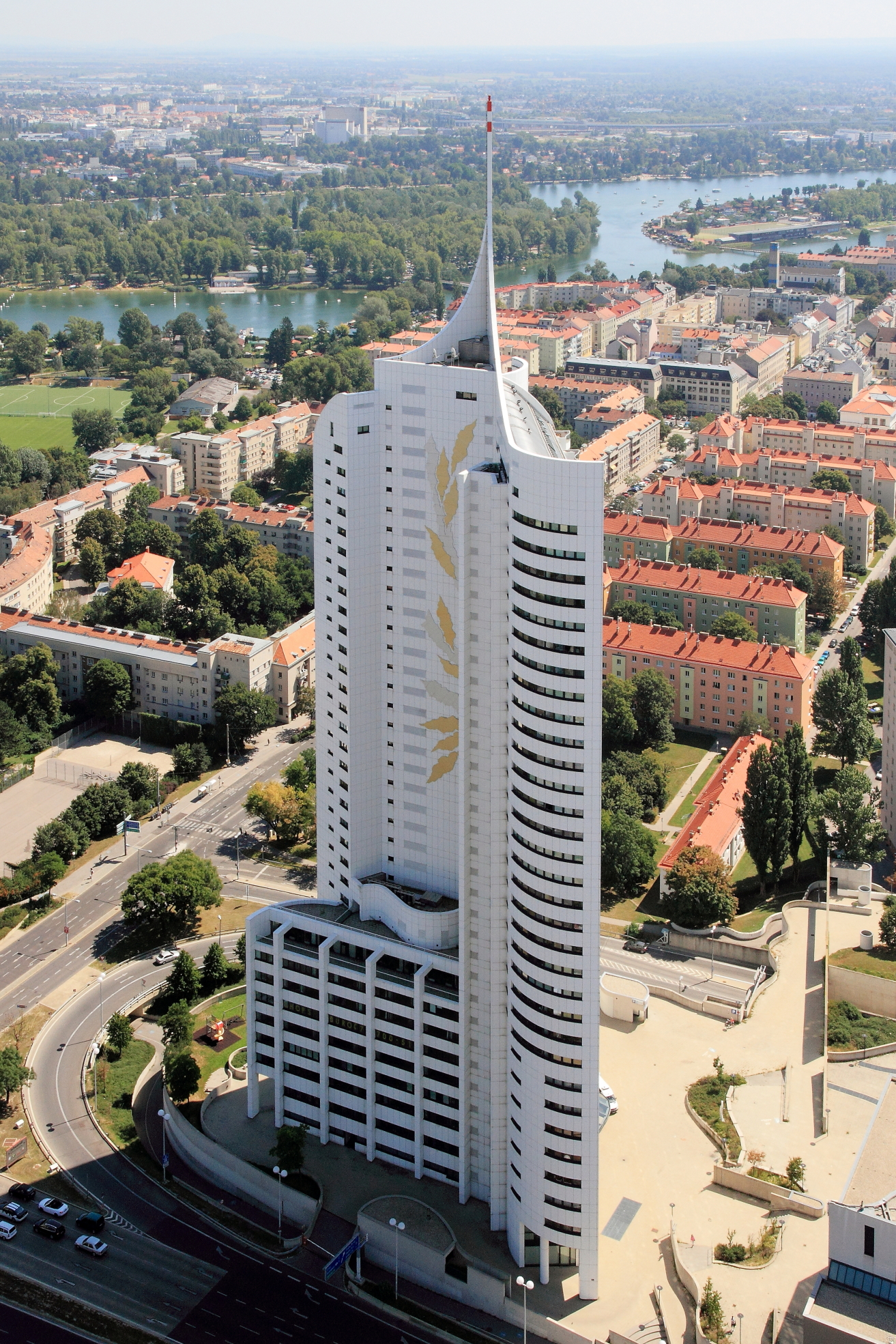
Das markante Hochhaus Neue Donau nordöstlich des Wohnpark Neue Donau

Der Wohnpark Neue Donau ist eine von der Stadt Wien geförderte Wohnhausanlage im 22. Wiener Gemeindebezirk Donaustadt und entstand einschließlich der Planungsphase zwischen 1993 und 1998 nach dem Entwurf des australisch-österreichischen Architekten Harry Seidler.
Der Wohnpark, auf der Überplattung der Donauuferautobahn gelegen, besteht aus insgesamt sieben Wohnblocks, welche zueinander schräg angeordnet sind, um den freien Blick auf die Donau zu gewährleisten. Errichtet wurde die Anlage mit 533 Wohnungen, Gemeinschaftsräumen, Garagen, einem Kindergarten und einem Kinokomplex. Daneben befindet sich das Hochhaus Neue Donau, welches auch von Harry Seidler geplant wurde und im gleichen Stil wie der Wohnpark selbst gehalten ist.

## Lagebeschreibung
Der Wohnpark Neue Donau erstreckt sich am linken Donauufer entlang der Rudolf-Nurejew-Promenade. Durch die Lage an der Neuen Donau und der Nähe zur Donauinsel ist ein hoher Freizeitwert sowie eine gute Erreichbarkeit gegeben. Zudem ist das Gelände mit der U-Bahn-Linie U1 bei der Station Kaisermühlen VIC am Ende der Reichsbrücke an das öffentliche Wiener Verkehrsnetz angebunden. Entlang des Donauufers befinden sich mit der UNO-City sowie der Donau City und den DC-Towers weitere Beispiele für bedeutende Stadtentwicklungsprojekte im 22. Wiener Gemeindebezirk. Zugleich steht der Wohnpark im räumlichen sowie historischen Kontext zum traditionsreichen „Wiener Gemeindebau“, der durch den Goethehof sowie den Marschallhof mit seinen drei Wohntürmen direkt hinter der Anlage vertreten ist.

## Baugrund und Stadtentwicklung
Der Ursprung für den Bauplatz des Wohnparks Neue Donau liegt weit zurück in der ersten Wiener Donauregulierung zwischen 1870 und 1875 und der zweiten Wiener Donauregulierung von 1972 bis 1988, bei der im Zuge des Hochwasserschutzprojekts die Donauinsel aufgeschüttet wurde und wodurch die Neue Donau als Entlastungsrinne entstand. Diese Maßnahmen ermöglichten eine Bebauung des ehemaligen Überschwemmungsgebiets. Der Wiener Stadtentwicklungsplan der 1990er Jahre (STEP 94) enthielt einen starken Zuwachs an Bauprojekten und Verdichtungskonzepten, die das Stadtbild nachhaltig veränderten. Ein großes Vorhaben darin war die Überplattung der Donauufer Autobahn A22 und den dadurch entstandenen Kaisermühlentunnel. Die acht-Spurige Fahrbahn wurde auf einer Länge von 2.150 Metern mit Hilfe von Betonträgern überspannt und mit Hohlkasten-Deckentafeln überbaut. Die Überplattung und die damit verbundene Flächengewinnung stand im Zusammenhang mit der missglückten Planung der Expo 95. Da die Stadt Wien in Kollaboration mit Budapest eine Weltausstellung im Jahre 1995 veranstalten wollte, begann sie das Gelände rund um die UNO-City auszubauen. Nachdem zahlreiche Vorarbeiten vorgenommen worden waren, entschieden sich die Wienern in einer Volksbefragung im Mai 1991 aber gegen die Ausrichtung der Weltausstellung. Der Ausbau des Ufers der Neuen Donau blieb jedoch ein fester Bestandteil des Wiener Stadtentwicklungsplans, auch mit dem Ziel die innere Stadt näher an die Donau zu binden und den Teil Wiens auf der anderen Seite der Donau aufzuwerten. Auf der Fläche der Überplattung entstanden in der Folge die Donaucity sowie die Copa Cagrana nördlich und der Wohnpark Neue Donau sowie das Hochhaus Neue Donau südlich der Reichsbrücke.

## Historischer Kontext
Der Wiener Stadtentwicklungsplan und der „Wiener Gemeindebau“ der 1990er Jahre waren einem starken gesellschaftspolitischen Wandel unterworfen und mussten dessen Ansprüche gerecht werden. Aufgrund des Falls des Eisernen Vorhangs 1989 und später dem Beitritt Österreichs in die EU erhielt die Stadt eine neue geopolitische Lage: Wien rückte von seinem östlichsten Standpunkt in der westlichen Welt ins Zentrum Europas. Diese veränderte Position schlug sich auch in neuen großen Projekten nieder, wie zum Beispiel der Planung der Expo 1995. Zusätzlich wuchs der Bedarf an geförderten Wohnungen, da es zu einem unerwarteten Bevölkerungsanstieg kam – zum einen durch eine verstärkte Zuwanderung auf Grund der Jugoslawienkriege und zum anderen durch die Öffnung Österreichs an den östlichen Grenzen. Das Bauprojekt Wohnpark Neue Donau war somit der Notwendigkeit nach neuem Wohnraum geschuldet und stand zugleich im Kontext der Aufwertung des Gebiets am linken Donauufer.

## Auftragsvergabe
Der in Wien geborene, 1938 aus Österreich wegen seiner jüdischen Herkunft vertriebene, in Australien beheimatete und international tätige Architekt Harry Seidler wurde für den Wohnpark Neue Donau beauftragt. Nachdem die Stadt Wien ihm 1989 die Goldenen Medaille für seine Verdienste in der Architektur verliehen hatte, fragte ihn der Stadtrat für Stadtplanung und Stadtentwicklung Hannes Swoboda 1993, ob er einen Masterplan für das durch die Überplattung der Stadtautobahn A22 gewonnene Gelände an der Neuen Donau erstellen könnte. Der Architekt fertigte in der Folge nicht nur einen städtebaulichen Entwurf an, sondern designte den gesamten Wohnhauskomplex. Das Bauprojekt war nicht nur an einem der begehrtesten Bauplätze der Stadt angesiedelt, sondern sollte sogar einen Höhepunkt in Seidlers Schaffen bedeuten, denn zu keinem anderen Zeitpunkt in seiner Karriere wurde einer seiner umfassenden Masterpläne eins zu eins umgesetzt – diese Tatsache ehrte ihn. Für den siebenteiligen Gebäudekomplex fungierten Manfred Nehrer und Reinhard Medek als Kontaktarchitekten, sowie Marco Ostertag für das dazugehörigen Kinocenter und Moser Architekten für das später errichtete Hochhaus Neue Donau.

## Bauprogramm und Bauträger
Die Realisierung des Wohnparks Neue Donau erfolgte durch den Bauträger ARWAG, welcher überwiegend der Stadt Wien und der Bank Austria gehört. Es wurden noch zwei weitere Bauträger hinzugezogen mit einer Beteiligung von jeweils 30 %: BAI und SEG. Durch diese Bauträgerkooperation wurde eine Mischung von geförderten Mietwohnungen sowie geförderten und frei finanzierten Eigentumswohnungen erzielt. Diese Aufteilung ist im Sinne einer sozialen Durchmischung und somit eine übliche Vorgangsweise im sozialen Wiener Wohnungsbau der 1990er Jahre. Heute sind diese Förderungen bereits ausgelaufen und die Wohnungen gehören 210 privaten Eigentümern, die diese nun mit freiem Mietzins weitervermieten können.
Da der Wohnpark Neue Donau mit städtischen Förderungen finanziert wurde, war Harry Seidler an viele Bauvorgaben gebunden. Insgesamt wurden 533 Wohnungen geschaffen, die, wie von der Wohnbauabteilung der Stadt Wien bestimmt, 54 m², 75 m² und 90 m² umfassen. Am häufigsten ist der Typus mit zwei Schlafzimmern auf 75 m² vertreten. Bis auf die kleinsten Apartments verfügen alle Wohnungen über einen eigenen Balkon oder Privatgärten. Zudem wurden wenige, städtisch nicht-geförderte Einheiten mit 130 m² kreiert, die in den obersten Etagen liegen und an private Dachterrassen angeschlossen sind.
Darüber hinaus beinhaltet der Gebäudekomplex Gemeinschaftsräume, ein Kindergarten mit Zugang zur Donaupromenade, eine Polizeistation und ein Kino-Center am Kopf der Reichsbrücke. Letzteres wurde mittlerweile wieder abgerissen, da es sich als unrentabel herausstellte. Auf der neu gewonnenen Fläche sollen nun die Danube Flats errichtet werden.

## Architektur
Eine erste Bebauungsstudie aus dem Jahr 1993 der Wiener Stadtplanung zeigt den Plan einer klassischen Blockrandbebauung, bei der kaum eine Wohnung einen freien Blick auf die Donau gehabt hätte und bei dem die dahinterliegenden Wohntürme des Marschallhofs ihren Ausblick verloren hätten.

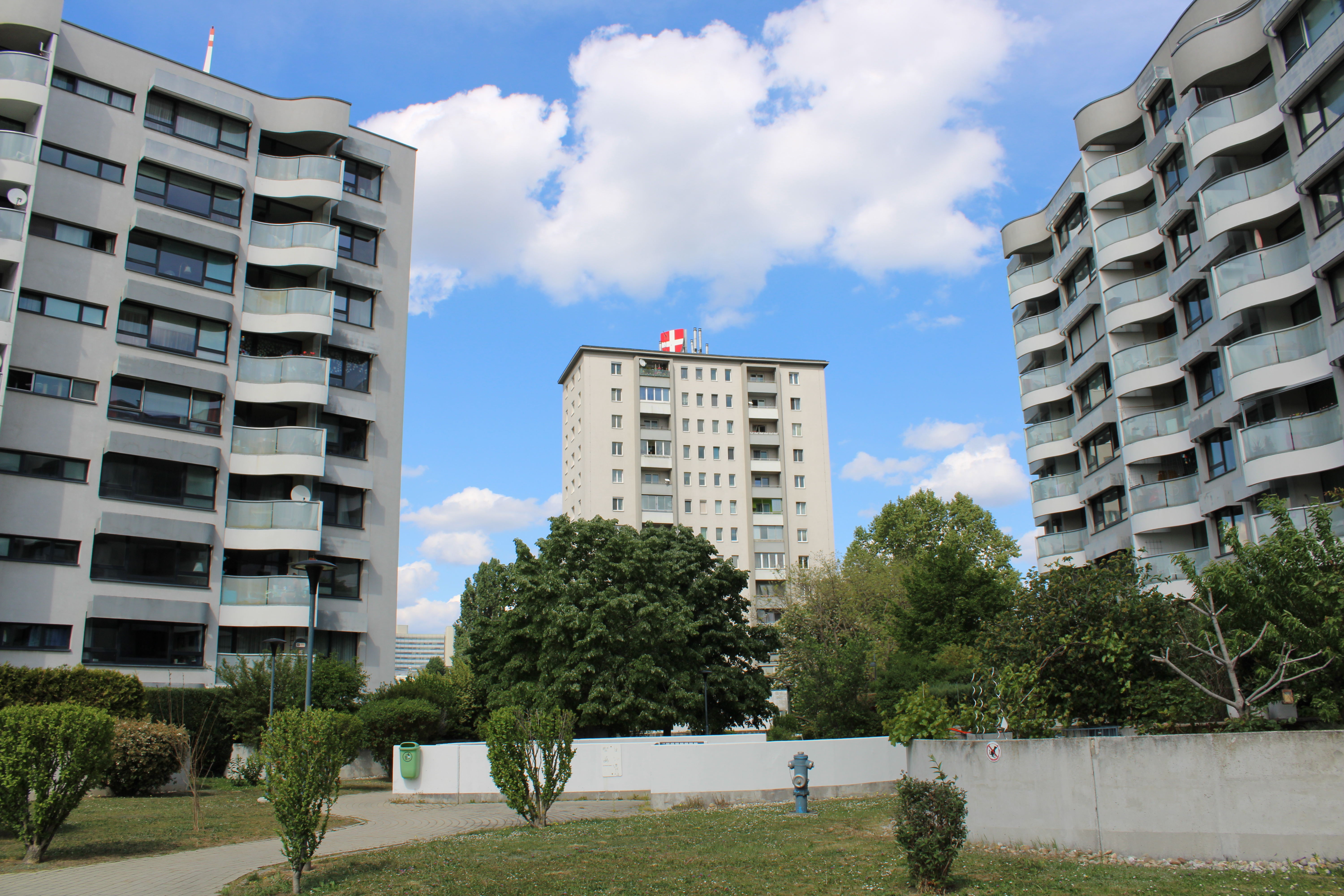
Im Wohnpark Neue Donau mit Blick auf eines der Punkthochhäuser des Marschallhofs

Harry Seidler entschied sich für eine andere Lösung. Bereits in seiner ersten Konzeptskizze wurden die drei primären Ziele seines Entwurfs sichtbar. Die sieben verschieden langen Wohnblöcke, die in unterschiedlichen Winkeln zueinander auf dem freien Feld angeordnet wurden, erlaubten erstens nicht nur ihren Bewohnern eine ungestörte Sicht auf die Donau, sondern gewährleisteten zweitens dies auch für die dahinter gelegenen 15-geschoßigen Punkthochhäuser des Marschallhofs. Zum Dritten konnte durch die Schrägstellung eine großflächige Lastverteilung auf die Träger der Autobahnüberplattung erzielt und damit die Höhe der Gebäude von maximal sechs auf maximal neun Geschoße gesteigert werden. Durch das Abtreppen der Gebäudeteile in Uferrichtung wurde zudem sowohl die freie Sicht, als auch die Lastverteilung optimiert. Auch das Gelände ließ Harry Seidler zur Donaupromenade abfallen und schuf damit verschiedene Höhenlagen für die großzügigen Freiflächen mit Blickbeziehungen zum Wasser. Die dreigeschoßige Tiefgarage, die unterhalb des Wohnkomplexes an die Autobahn angegliedert wurde, diente zugleich der Erschließung des sonst autofreien Geländes. Die Außenanlage wurde mit einem Meter hohen, weiß gestrichenen, gekurvten Mauern in öffentliche, halböffentliche und private Zonen gegliedert, ohne die weiten Sichtachsen zu unterbrechen.
Die Balkone, die die Fassade in ihrer Erscheinung dominieren, setzen sich, als Pendant zu den Gartenmauern, zu vertikalen Wellenformen zusammen. Dies hat nicht nur gestalterische, sondern auch praktische Gründe, denn die Gesamtfläche der Balkone durften eine gewisse Größe nicht überschreiten, um subventioniert zu werden. Der Architekt wollte den Raum optimal nutzen und entschied sich deshalb für die geschwungene Form, da somit an der breiten Seite genug Platz zum Sitzen geschaffen wurde, während das schmale Ende für das Hinaustreten ausreicht. Mit Hilfe von getupften Glasbrüstungen wurde der freie Ausblick von sämtlichen Balkonen gesichert ohne den Blicken der Promenadenbesuchern ausgesetzt zu sein, was auch den von Architekten gefürchtete individuelle Sichtschutz von Bewohnern vermied.

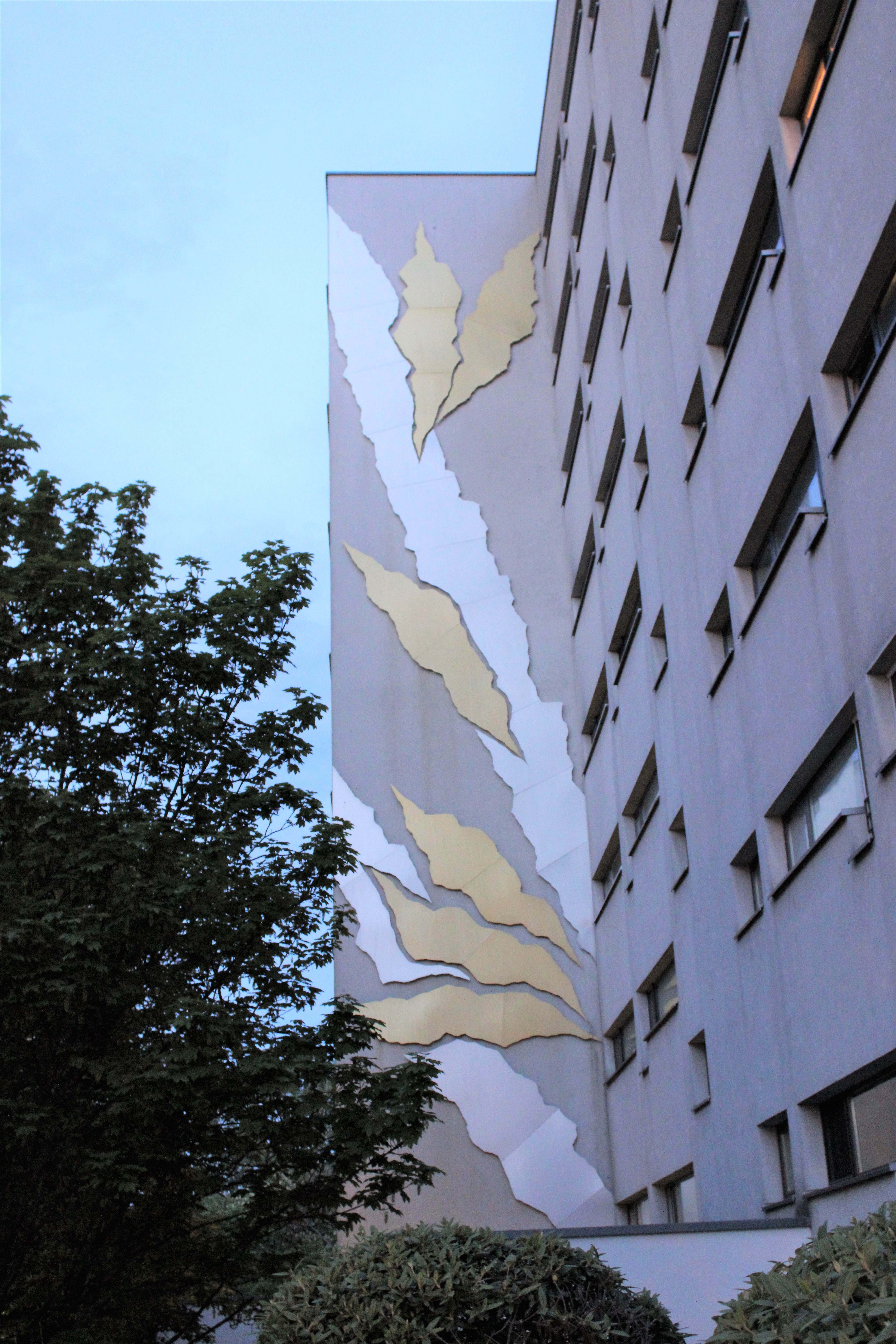
Auf einigen Wohnblöcken des Wohnparks Neue Donau befinden sich Aluminiumreliefs der Designerin Lin Utzon

Neben der weißen Farbigkeit und den klaren Gebäudekanten lassen sich die Verwendung von Bandfenstern sowie die runden Aufgänge zu den Dachterrassen zu Motiven der Klassischen Moderne zählen.

## Kunst am Bau
Die Verknüpfung von Architektur und Kunst war ein stetiger Bestandteil Harry Seidlers Entwürfe. Beim Wohnpark Neue Donau wurde auf Wunsch des Architekten die Künstlerin Lin Utzon mit der Gestaltung der Kunst am Bau beauftragt. Sie entwarf abstrakte, amorphe Aluminiumreliefs, die mit Blättern oder Wellen assoziiert werden können. Diese riesigen, teilweise mit Gold beschichteten Applikationen finden sich auf den Schmalseiten von einigen Wohnblocks und auf dem später errichteten Hochhaus Neue Donau und stärken die Verknüpfung zwischen den Einzelbauten.
Die künstlerische Arbeit spiegelte damit auch die Prinzipien Harry Seidlers wider. Trotz der klaren, abstrakten, radikal modernen Form seiner Gebäude, gelang es ihm die Verbindung zu der von der Flusslage geprägten Umgebung zu erhalten und erreichte damit seine eigenen Ziele für gute Architektur. “I like architecture to be a crystal clear, sculptural, proud thing that stands in nature, in contrast to it visually but very much appreciating nature.” (deutsch: „Ich will dass Architektur eine kristallklare, skulpturale, stolze Sache ist, die in der Natur steht, im Kontrast zu ihr, aber sie äußerst wertschätzend.“)